# V. Fraas
Die V. Fraas GmbH ist ein Textilunternehmen mit Sitz in Wüstenselbitz bei Helmbrechts (Verwaltung, Vertrieb und Produktion) in Oberfranken sowie 25 Vertriebsstandorten weltweit.
Das mittelständische und familiengeführte Unternehmen besteht seit 1880. Zum Portfolio des Textilunternehmens gehören Schals und Tücher, Mützen, Handschuhe, Capes und Ponchos – gewebt, geraschelt, gestrickt und bedruckt. 1997 übernahm V. Fraas das Unternehmen Jammers & Leufgen in Willich-Anrath nahe Krefeld. Jammers & Leufgen entwickelt und vermarktet heute die Eigenmarke FRAAS – The Scarf Company. Seit 2008 betreibt V. Fraas ein weiteres Geschäftsfeld, das sich mit textilen Lösungen für den technischen Einsatz beschäftigt.
Das Unternehmen betreibt ein Strickwerk in China, produziert auch in Wüstenselbitz und Helmbrechts sowie in Tschechien und hat eine Teilfertigung in USA. In Deutschland gibt es vier Stores und 300 Shops, dazu ein Geschäft in St. Petersburg sowie 80 Shops in China.

## Geschichte
1880 gründete Valentin Fraas die V. Fraas GmbH und begann mit der Produktion von Halstüchern, Kopftüchern, Schultertüchern und Plaids. 1894 übernahm der Sohn Valentins, Christian Fraas, die Geschäftsleitung. Zur Jahrhundertwende beschäftigte das Unternehmen etwa 100 Mitarbeiter. Arthur Fraas, Christians Sohn, setzte die Expansion des Unternehmens in den 1950er- und 1960er-Jahren fort und baute das erste Fabrikgebäude in Wüstenselbitz.
1980 übernahm der Schwiegersohn von Arthur Fraas, Robert Schmidt, die Firmenleitung. Gegenwärtig führen seine Söhne Alexander und Andreas Schmidt das Unternehmen. Im Laufe des 20. Jahrhunderts expandierte das Unternehmen, gründete weltweit Niederlassungen, unter anderem in New York, Toronto, London und Hongkong, und entwickelte sich zum internationalen Produzenten und Anbieter von textilen Accessoires. Im Jahr 1985 führte V. Fraas in Anlehnung an die Weichheit von Kaschmir den Acrylschal Cashmink ein.
In den 1990er-Jahren expandierte V. Fraas mit Dependancen in der Tschechischen Republik und Polen und Niederlassungen in Japan, Korea und Russland. 1997 übernahm das Familienunternehmen das Unternehmen Jammers & Leufgen und erweiterte damit sein Produktportfolio um Seidentücher und -schals. Jammers & Leufgen ist 100%ige Tochtergesellschaft der V. Fraas GmbH und ist heute verantwortlich für die Eigenmarke FRAAS – The Scarf Company, die 2006 mit der Eröffnung von fünf Niederlassungen im deutschen Markt eingeführt wurde. Seit dem Jahr 2000 betreibt V. Fraas rund 70 eigene Geschäfte und einen eigenen Strick-Produktionsstandort in China.

## Gegenwart
Das Unternehmen ist weltweit in Europa, Nordamerika, Asien und Australien mit insgesamt 25 Standorten vertreten und beschäftigt circa 600 Mitarbeiter, davon rund 300 an den Standorten in Deutschland. Es entwickelt einerseits maßgeschneiderte Kundenangebote unter Private Label für zahlreiche nationale und internationale Unternehmen und deren Marken. Andererseits vertreibt die Tochtergesellschaft Jammers & Leufgen GmbH eine Accessoire-Kollektion unter der Eigenmarke FRAAS – The Scarf Company.
Mit der Tochtergesellschaft V. Fraas Solutions in Textile GmbH war das Unternehmen bis zum Verkauf an die Wilhelm Kneitz AG  im Jahr 2019 mit der Entwicklung von Textilien für den technischen Einsatz als Armierung und Verstärkung in Verbundwerkstoffen, speziell für die Textilbewehrung für Beton gemeinsam mit der Forschung und Entwicklung der TU Dresden und RWTH Aachen aktiv. 2012 wurde diesem Unternehmenszweig der Innovationspreis der Zulieferindustrie Betonteile verliehen von Juroren aus den Bereichen Forschung, Wissenschaft und Industrie.